# Диас, Сандра (эколог)
Сандра Мирна Диас (Sandra Myrna Díaz; род. 27 октября 1961, Бель-Вилье, Аргентина) — аргентинский учёный-эколог, ботаник, специалист по биоразнообразию.
Доктор философии (1989), профессор Национального университета Кордовы, руководящий научный сотрудник National Scientific and Technical Research Council Аргентины, член НАН Аргентины, иностранный член НАН США (2009), Французской АН (2015) и Лондонского королевского общества (2019), а также Американского философского общества (2022). Один из наиболее цитируемых учёных в своей области.

## Биография
Окончила по биологии Национальный университет Кордовы (1984), там же в 1989 году получила степень доктора философии. В 1991—1993 гг. постдок Шеффилдского университета, занималась там у J. Philip Grime, впоследствии члена Лондонского королевского общества, его ученица. В 1993 году возвратилась в аргентинскую альма-матер, где ныне профессор. С 1994 по 2007 год работала в МГЭИК.
Основательница и директор международной инициативы Núcleo DiverSus on Diversity and Sustainability.
Член TWAS, фелло Экологического общества Америки.
Почётный фелло Британского экологического общества.
Автор более 150 научных публикаций, публиковалась в частности в Nature.
Согласно Google Scholar, её публикации цитировались более 40 тыс. раз, а h-index = 81.

## Награды и отличия
- Отличие Аргентинского ботанического общества (1998)
- Стипендия Гуггенхайма (2002)
- Zayed International Prize for the Environment[англ.] (в числе участников проекта Millennium Ecosystem Assessment[англ.], 2005)
- Нобелевская премия мира (как член МГЭИК, 2007)
- Cozzarelli Prize НАН США (2008)
- Sustainability Science Award, Ecological Society of America[англ.] (2009)
- Ramon Margalef Prize in Ecology[англ.] (2017)[10]
- «Five scientists to watch», Nature's 10 (2018)
- Senckenberg Award for Nature Research (2019)
- Gunnerus Sustainability Award[англ.] (2019)[11]
- Премия принцессы Астурийской (2019, совместно с Джоан Чори)[9]
- 10 людей года по версии журнала Nature (2019)
- BBVA Frontiers in Ecology and Conservation Biology Award (2020)
- Kew International Medal[англ.] (2020)
- Медаль Линнея Лондонского Линнеевского общества (2023)
- Премия Тайлера (2025)
- Konex Award[англ.]
- Bernardo Houssay Award